# Ким Хартман
Ким Лесли Хартман (на английски: Kim Lesley Hartman) е английска актриса, родена на 11 януари 1952 г. в Лондон, Англия. Една от най-значимите и роли е на Редник Хелга Герхард в британския сериал „Ало, ало!“, излъчван между 1984 и 1992 г. Завършва образованието си в Кралската девическа гимназия.
Освен в комедията „Ало, ало!“, където играе ролята на редник Хелга Герхард, тя има телевизионни ангажименти и във филми като Casualty (Жертва) в ролята на Роз Фентън, както и в The Brittas Empire (Британската империя) в ролята на Лаудръп. През 2005 г. участва частично в Daisy Chain, аудио драма, базирана на телевизионния сериал Sapphire and Steel (Сапфир и Стомана), а на следващата година и в британския филм Once Upon a Tyme. През същата 2006 г. изиграва и роля на учителка в продължителните детски серии на Grange Hill.

## Филмография
- 1982-92 – Ало, ало! в ролята на редник Хелга Герхард
- 1982-92 – Завръщане на Ало, ало! в ролята на редник Хелга Герхард
- 1997 – Casualty в ролята на Роз Фентън
- 1997 – The Brittas Empire в ролята на Лаудръп

## Театрални роли
- Billy Liar в ролята на Рита
- Much Ado About Nothing в ролята на Маргарет
- Hayfever в ролята на Соръл
- The Cherry Orchard в ролята на Дуняша
- Hobson's Choice в ролята на Алиса Хобсън
- Jamaica Inn в ролята на Мария Йелен
- Abelard and Heloiza в ролята Алис